# Dan Veatch
Daniel Hayward „Dan” Veatch (ur. 18 kwietnia 1965) – amerykański pływak.
Brał udział w XXIV Letnich Igrzyskach Olimpijskich, które odbyły się w 1988 roku w Seulu (Korea Południowa). W pływaniu stylem grzbietowym (swoim ulubionym) na dystansie dwustu metrów zajął pozycję siódmą. Zwyciężył w Pan Pacific Championships w pływaniu (200 m stylem grzbietowym) w Brisbane w roku 1987 oraz w Tokio w 1989 r. Od 1993 r. pływa dla University of San Francisco Masters.
Jest gejem.